# Novosiniujinskoye
Novosiniujinskoye (del ruso: Новосинюхинское) es un seló del raión de Otrádnaya del krai de Krasnodar, en Rusia. Está situado a orillas del río Spokóinaya Sinuja, afluente del Griaznuja, tributario del río Chamlyk, de la cuenca del Kubán por el Labá, 19 km al noroeste de Otrádnaya y 193 km al sureste de Krasnodar, la capital del krai. Tenía 8 habitantes en 2010
Pertenece al municipio Rudievskoye.